# Regió d'Ouaddaï
Ouaddaï és una de les 22 regions del Txad. La capital és Abéché. Està formada per l'antiga prefectura d'Ouaddaï. Els principals grups ètnics són els àrabs txadians i els maba. L'economia és de subsistència agrícola. La població el 2009 era de 731.679 habitants.

## Subdivisions
La regió d'Ouaddaï està dividida en quatre departaments:
| Departament     | Capital   | Sub-prefectures                                         |
| --------------- | --------- | ------------------------------------------------------- |
| Assoungha       | Adré      | Adré, Hadjer Hadid, Mabrone, Borota, Molou              |
| Djourf Al Ahmar | Am Dam    | Am Dam, Magrané, Haouich                                |
| Ouara           | Abéché    | Abéché, Abougoudam, Abdi, Chokoyan, Bourtaïl, Amleyouna |
| Sila            | Goz Beïda | Goz Beïda, Koukou Angarana, Tissi, Adé                  |